# Fritz William Michel
Fritz William Michel (ur. 1980) – haitański polityk i urzędnik państwowy, od 22 lipca 2019 do 4 marca 2020 premier kraju. 

## Życiorys
Był pracownikiem Ministerstwa Gospodarki i Finansów, m.in. jako główny księgowy od 2009 do 2011. W maju 2019 mianowany ministrem planowania i współpracy zewnętrznej w rządzie Jean-Michela Lapina.
Mianowany premierem Haiti 22 lipca 2019. 25 lipca otrzymał wotum zaufania. Po nominacji wywołał kontrowersje z powodu wpisów na Twitterze, krytykujących opozycję i wspierających Marine Le Pen i Donalda Trumpa.